# (300023) 2006 UD91
(300023) 2006 UD91 es un asteroide perteneciente al cinturón de asteroides, descubierto el 17 de octubre de 2006 por el equipo del Spacewatch desde el Observatorio Nacional de Kitt Peak, Arizona, Estados Unidos.

## Designación y nombre
Designado provisionalmente como 2006 UD91.

## Características orbitales
2006 UD91 está situado a una distancia media del Sol de 3,093 ua, pudiendo alejarse hasta 3,673 ua y acercarse hasta 2,513 ua. Su excentricidad es 0,187 y la inclinación orbital 1,760 grados. Emplea 1987,39 días en completar una órbita alrededor del Sol.

## Características físicas
La magnitud absoluta de 2006 UD91 es 16,5.